# Dieter Vetter
Dieter Vetter (* 29. September 1931 in Berlin; † 21. Juni 2006) war ein deutscher evangelischer Theologe und Professor an der Ruhr-Universität Bochum. 

## Leben
Vetter wurde 1963 an der Ruprecht-Karls-Universität Heidelberg mit der Dissertation „Untersuchungen zum Seherspruch im Alten Testament“ promoviert. Er war als Pfarrer und Gymnasiallehrer in Berlin und Mannheim tätig. Zudem war er Lehrbeauftragter an der Kirchlichen Hochschule Berlin und der Theologischen Fakultät in Heidelberg. Ab 1983 wirkte er als Professor für Altes Testament, Hebräisch und Judentumskunde an der Ruhr-Universität Bochum, wo er 1996 emeritiert wurde. Zu den Schwerpunkten seiner Forschung gehörten syntaktische und stilistische Interpretationsverfahren am hebräischen Bibelkanon, rabbinische Bibelrezeption sowie Theologie der rabbinischen Überlieferungen.

## Schriften (Auswahl)
Monographien
- Gebete des Judentums. Gütersloher Verlagshaus, Gütersloh 1995, ISBN 3-579-00712-2.
- Das Judentum und seine Bibel. Gesammelte Aufsätze. Echter Verlag, Würzburg 1996, ISBN 3-429-01843-9.
- Die Wurzel des Ölbaums. Das Judentum (Kleine Bibliothek der Religionen; Bd. 5). Herder, Freiburg/B. 1996, ISBN 3-451-23845-4.

Aufsätze
- „Die Wahrheit“ ist immer konkret. Recht und Gerechtigkeit in der Lehre Platons und in der jüdischen Bibel. In: Freiburger Rundbrief. Zeitschrift für christlich-jüdische Begegnung, Bd. 14 (2007), S. 26–35 ISSN 0344-1385.
- Das Ethos des Judentums. In: Adel Theodor Khoury (Hrsg.): Die Weltreligionen und die Ethik. Herder, Freiburg/B. 2005, ISBN 3-451-05648-8, S. 118–148.
- Nächstenliebe. „Ich bin ein Geschöpf und mein Mitmensch ist ein Geschöpf“ (bBer 17a). In: Kerstin Schiffer u. a. (Hrsg.): Fragmentarisches Wörterbuch. Beiträge zur biblischen Exegese und christlichen Theologie. Horst Balz zum 70. Geburtstag. Kohlhammer, Stuttgart 2007, ISBN 978-3-17-019792-3, S. 287–298.